# Beau Geste (film 1966)
Beau Geste è un film del 1966 diretto da Douglas Heyes.
È un film drammatico  di guerra statunitense con Guy Stockwell, Doug McClure, Leslie Nielsen e Telly Savalas. È basato sul romanzo del 1925 Un dramma nel Sahara (Beau Geste) di Percival Christopher Wren (a cui sono ispirati anche i film omonimi del 1926 e del 1939).

## Produzione
Il film, diretto e sceneggiato da Douglas Heyes con il soggetto di Percival Christopher Wren, fu prodotto da Walter Seltzer per la Universal Pictures e girato a Yuma in Arizona.

## Distribuzione
Il film fu distribuito negli Stati Uniti dal 7 settembre 1966 al cinema dalla Universal Pictures.
Altre distribuzioni:
- in Germania Ovest il 2 settembre 1966 (Drei Fremdenlegionäre)
- in Svezia il 12 ottobre 1966 (Blodig sand)
- nel Regno Unito il 18 novembre 1966
- in Finlandia il 23 dicembre 1966 (Saharan sissit)
- in Danimarca il 27 febbraio 1967
- in Portogallo il 23 novembre 1967 (Beau Gest)
- in Brasile (Beau Geste)
- in Francia (Beau Geste le baroudeur)

## Critica
Secondo MYmovies "il film non vale quello di Wellman, ma ha una sua grinta spettacolare. Stockwell non ha il carisma di Cooper ma è capace di creare tensione". L'interpretazione di Savalas risulterebbe dilagante. Secondo Leonard Maltin il film è "non è all'altezza dell'originale" ma risulterebbe comunque "fedele" nel tentativo di ricreare la storia. Maltin segnala inoltre la scena iniziale che risulterebbe "epica".